# 유주현 (소설가)
유주현(한국 한자: 柳周鉉, 1921년 6월 3일 ~ 1982년 5월 26일)은 대한민국의 소설가이다. 호(號)는 묵사(墨史)이며 본관은 문화(文化). 서산(西山) 유자미(柳自湄)의 후손으로 유재하(柳在夏)의 아들이다. 경기도 여주 출생이고 경기도 양주에서 성장한 그는 일본 와세다 대학 전문부를 졸업하였다.
1948년 《번요의 거리》가 《백민》지에 추천됨으로써 문단에 등장했고, 1958년 《언덕을 향하여》로 자유문학상을 받았다. 이 작가는 추상적인 경향과 사실주의 경향을 엇바꾸어 쓰는 것이 특징이며, 뒤에는 장편 대하소설과 역사소설로 성공하였다. 작품에 장편 《대원군(大院君)》, 《조선 총독부》 등이 있다. 「언덕을 향하여」로 제6회 자유문학상을 수상하였으며, 1968년에는 제8회 한국출판문화상, 그리고 1976년에는 대한민국문화예술상을 수상하였다.